# اوت کوتور

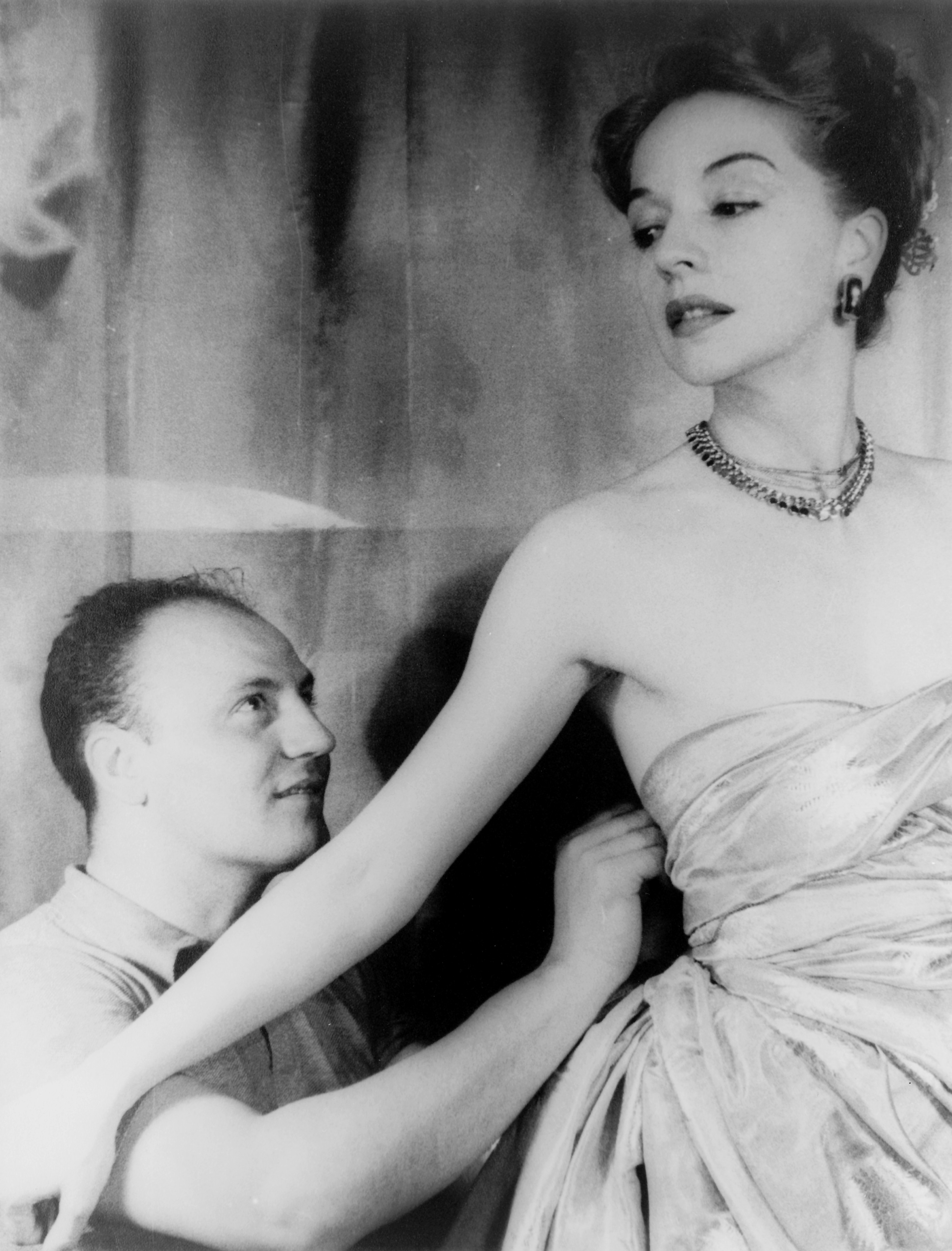
پیر بالمن در حال مرتب کردن لباس بر تن مدل روت فورد در سال ۱۹۴۷ (عکس از کارل وان وکتن)

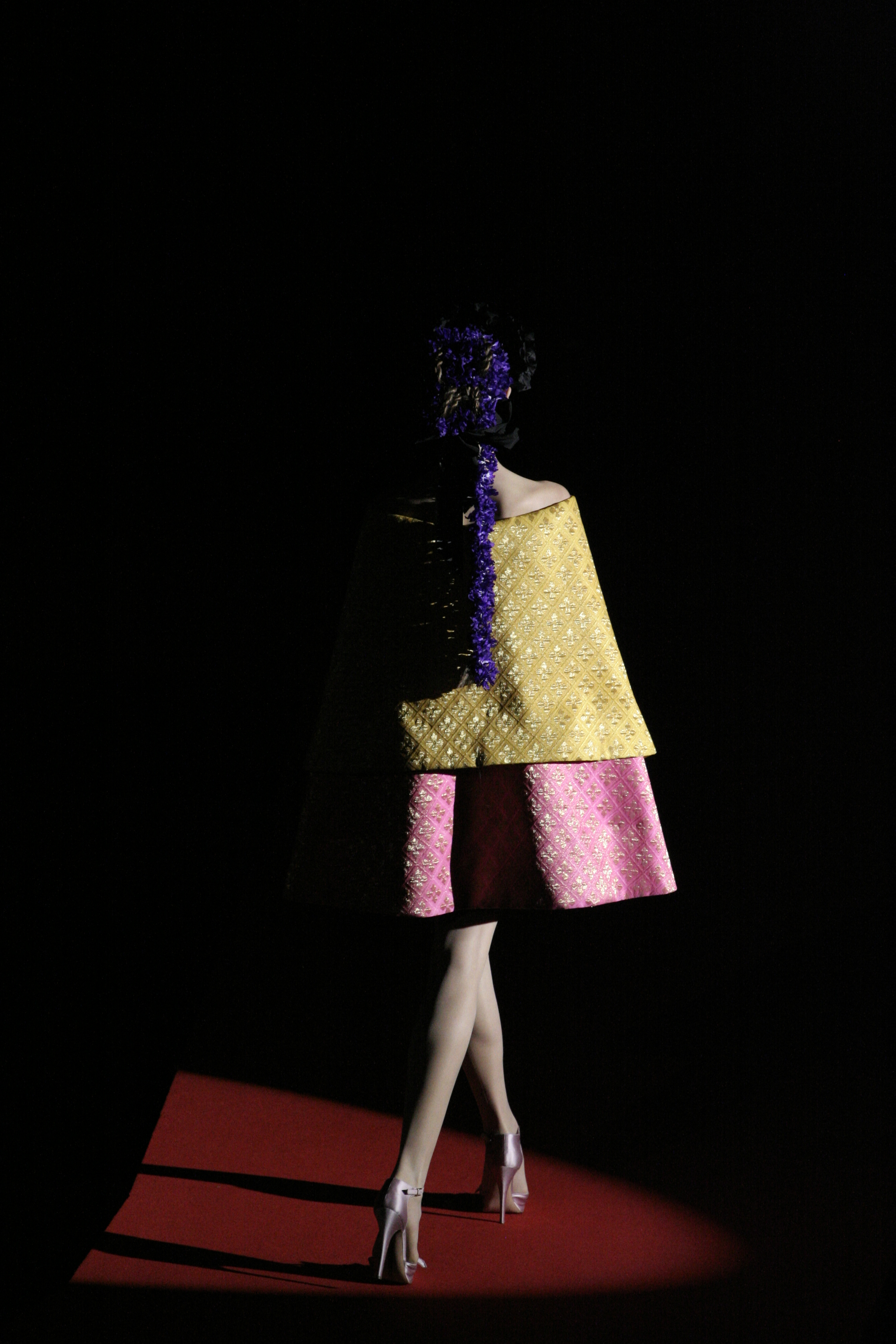
دفیله اوت کوتور کریستین لاکروآ

اوت کوتور (به فرانسوی: Haute Couture) عبارتی فرانسوی به معنای «دوزندگی بالا» یا «دوخت فاخر» یا «فشن سطح بالا» است و به خلق و ایجاد پوشاک و لباس‌های انحصاری و سفارشی در صنعت طراحی مد گفته می‌شود. اوت کوتور همان مُد سطح بالا و درجه یک است که پوشاک آن از ابتدا تا انتها با دست و با پارچه‌های مرغوب و با کیفیت بالا و گران‌قیمت که اغلب پارچه‌هایی غیرمعمولی هستند و با دقت بسیار زیاد در جزئیات و توسط دوزندگان مجرب و توانا دوخته می‌شوند؛ این کار وقت‌گیر است و مستلزم تکنیک‌های دوخت و دوز دستی ویژه‌ای است.
کلمه «کوتور» در (زبان فرانسه=کوتوغ) به معنای «دوزندگی یا دوخت‌و‌دوز» است ولی ممکن است به فشن، خیاطی یا سوزن‌دوزی نیز تعبیر شود و همچنین به عنوان مخفف کلمه «اوت کوتور» بکار می‌رود.
کلمه «اوت» در زبان فرانسه به معنای «بالا» است. لباسی که اوت کوتور است اغلب مختص یک مشتری و مطابق با اندازه‌های او دوخته می‌شود. با توجه به اینکه زمان، هزینه و مهارت برای هر لباس اوت کوتور صرف می‌شود، لباس‌های اوت کوتور برچسب قیمت ندارند و البته در این سطح از دوزندگی قیمت اهمیتی برای مشتری ندارد.
واژه «اوت کوتور» یا «دوخت سفارشی» در اصل به آثار چارلز فردریک ورث که در نیمه قرن نوزدهم میلادی در پاریس تولید می‌شد گفته می‌شود. در دوران مدرن فرانسه، اوت کوتور نام محفوظی است که فقط شرکت‌هایی که دارای استانداردهای تعریف‌شده‌ای هستند می‌توانند از آن استفاده کنند؛ ولی این واژه در کل توصیفی از پوشاک را ارائه می‌دهد که در سطح بالای مُد و به صورت سفارشی و دست‌دوز تهیه می‌شوند، چه در پاریس تهیه شده‌باشند، چه در پایتخت‌های دیگر مُد مانند لندن، میلان، نیویورک یا توکیو. در هر صورت این عبارت همچنین به مزون فشن یا طراحان فشنی گفته می‌شود که پوشاک و لباس‌های انحصاری و خاصی خلق می‌کنند و با پوشاک آماده یا ماشینی (به انگلیسی ready-to-wear یا به فرانسه prêt-à-porter) تفاوت دارد.
معیارهای اوت کوتور در سال ۱۹۴۵ مقرر شدند و در سال ۱۹۹۲ بروزرسانی شدند. برای آنکه مزونی حق آن را داشته باشد که خود را "مزون کوتور" بنامد و از عبارت اوت کوتور در تبلیغات خود یا هر مورد دیگری استفاده کند، باید قوانین اتاق صنفی اوت کوتور که قوانین ویژه‌ای است را رعایت نماید که به شرح زیر هستند:
- برای مشتریان خصوصی، با یک یا دو بار پرو کردن، پوشاک سفارشی طراحی نماید؛
- کارگاه (آتلیه) ای در پاریس داشته باشد که حداقل ۱۵ کارمند در آن به صورت تمام‌وقت کار کنند؛
- حداقل ۲۰ کارمند فنی تمام‌وقت در حداقل یک کارگاه (آتلیه) داشته باشد؛
- در هر فصل مُد (دو بار، در ماه ژانویه و ژوئیه هر سال)، یک کلکسیون از حداقل ۵۰ طراحی بدیع لباس شب و پوشاک روز برای عموم به نمایش بگذارد.

## اعضای اتاق صنفی اوت کوتور

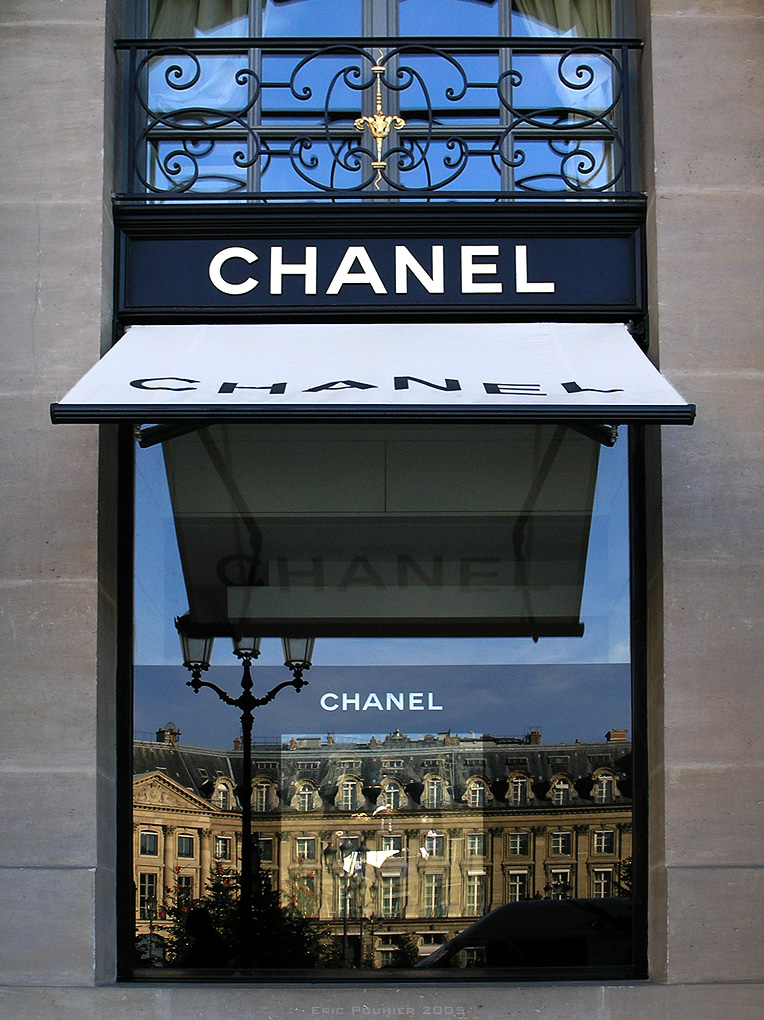
بوتیک شنل در پاریس.

فهرست رسمی اعضای این اتاق برای فصل بهار-تابستان ۲۰۱۲ به قرار زیر است:

### اعضای رسمی
ادلین آندره - شنل - کریستین دیور - کریستوف جوس - فرانک سوربیه - جیامباتیستا والی - ژیوانشی- گوستاو لنس - ژان پل گوتیه - مائوریتزیو گالانته - استفان رولان

### اعضای وابسته (خارجی)
اِلی صَعب - جورجو آرمانی - والنتینو - ورساچه

### اعضای مهمان
الکساندر ووتیه - بشرا جرار - آیریس ون هرپن - جولین فورنیه - ماکسیم سیمونز - رالف و روسو - راد هورانی - ییکینگ یین - رها رادمرد

### جواهرات
بوشرون - جواهری شنل - شومه - جواهری دیور - ون کلیف و آرپلز

### اکسسوارها
لولو دو لا فالز - ماسارو - اون اوغا تو وو